# Montana, 2300AD
Montana o Montaña (Omicron2 Eridani A II) es uno de los mundos ficticios, existentes en el universo del juego de rol 2300 AD. 
Los intereses en el espacio por parte de México y Argentina tradicionalmente han estado ligados. 
Su colonización conjunta en Montaña es a la fecha su logro más exitoso.

## Sistema Estelar
Omicron2 Eridani es un sistema trinario de estrellas relativamente pequeñas, con una primaria K1-V orbitada a 400 UAs por una enana blanca y por una estrella tipo M de la secuencia principal que mantienen entre una y otra una separación de 34 UAs. Este par de estrellas externas no posee cuerpos de proporciones planetarias, sin embargo, la estrella clase M, Omicron2 Eridani C, tiene un cinturón disperso de restos asteroidales orbitando a unas 2.3 UAs. En contraste con el sistema B-C, Omicron2 Eridani A sostiene a un grupo planetario relativamente extenso de 6 planetas y 2 cinturones de asteroides. A 0.6 UAs da vueltas el planeta Montaña, hogar de la colonia conjunta México-Argentina.
Varios pequeños planetas circundan Omicron2 Eridani A, y han sido planeadas expediciones a cada uno de ellos en el futuro cercano. Un pequeño cuerpo rocoso es la guardia solar de Montaña, sin atmósfera y sin satélites. Nunca es visible a simple vista debido a su proximidad con la estrella, ha sido nombrado Phaeton.
Más allá de Montaña están dos planetas desérticos, a una y dos UAs de la primaria. Estos son San Martín y San Pedro respectivamente. Aunque, San Martín tiene una delgada atmósfera, y está protegido de la recia radiación de la estrella K por un considerable campo magnético.  Las exploraciones de este mundo están actualmente dirigidas por el Instituto Nacional de Astrónomia Práctica en busca de cualquier recurso explotable. Si tal es encontrado, podría resultar en el establecimiento de una estación con domo. Alejándonos más, a 5 y 10 UAs, hay dos cinturones de asteroides, pero con los ricos depósitos minerales disponibles en Montaña, estos probablemente sean ignorados por un largo tiempo. Un gigante gaseoso cirdunda la estrella a 20 UAs, con múltiples satélites helados y un sistema de anillo. Fue nombrado Gabriel, y muchos de sus satélites portan nombres angelicales. Una bola de hielo a 40 UAs es llamada Nieve, apropiadamente. Más allá de las misiones con sondas muy rudimentarias, este planeta y su lona están inexplorados.

## Información Planetaria
El suave mundo "jardín" de Montaña mide 11,347 km en su diámetro ecuatorial y ejerce una atracción de 0.98 G en su superficie. La mezcla de gases rasonablemente terrestre de la atmósfera se mantiene a 0.965 atmósferas a nivel del mar. El año dura 103.6 días locales (155.44 días estándar). El calendario local se utiliza con un año de 103 días y dos años de 104 días para compensar la diferencia. Los días locales son precisamente de 36 horas, y los relojes están calibrados en concordancia. El eje axial del mundo es cercano a los 25º sobre la elíptica, pero el año mantiene cambios entre estaciones demasiado severos. Los extremos polares mantienen una capa de hielo durante el invierno, pero se vuelven rasonablemente despejados en verano. Esto se debe en mucho a los movimientos constantes de las corrientes, así como al calentamiento de los rayos directos de la primaria.
Montaña lleva su nombre admirablemente, ya que es tectónicamente muy activa, y tiene más de 200 vólcanes activos. La elevada gama de montañas de origen geológicamente reciente se extienden desde el límite de la atmósfera, hasta muy debjado de ella donde el desgaste es muy lento. Las altas mesetas situadas entre estos extremos y los valles de montaña son los mejores lugares para asentamientos humanos.
Montaña tiene un satélite natural: una luna con 3544 km de diámetro, haciéndola apenas un pocomayor que La Luna. Así como la mayoría de los planetas orbitados por lunas, la atracción de la luna sirve para mantener activo el núcleo del planeta. Hay alrededor de 19 horas de estrechamiento entre las mareas alta y baja del océano de Montaña.
Solo hay un gran continente, y tres grandes islas al este del mismo, mientras que el 90% del planeta está cubierto por agua. Poco se ha podido hacer en la explotación de los recursos oceánicos, sin embargos, búsquedas acuaculturales han sido examinadas ya que las cosechas rindirian más y serían más fácilmente digeridas que las locales. Las plantas oceánicas no necesitan protegerse del violento clima. Algunos peces de agua dulce han sido encontrados como comestibles, pero el ganado sigue siendo la fuente más popular de carne.
Las tres grandes islas al este de Chimborazo son: Carmen, Isla Oeste y Monte Patria. Todas de origen volcánico y un espectáculo de volcanes activos, los de Monte Patria son los más altos y los más activos. Las nubes sobre la isla regularmente reflejan la roja lava fundida en los cráteres. Un conducto secundario de la placa en el fondo marino es responsable de la línea de actividad, corriendo del suroeste al noreste, y eventualmente podría construir montañas submarinas y volver el conglomerado de islas en un continente. El mar bajo las islas esta siempre tibio debido a respiraderos submarinos. Estos ocasionalmente crean grandes marejadas así como explosiones de vapor que eruptan cuando el agua se filtra en las grietas de la región activa. Esta área es referida por los colonos como el Mar Humeante.
Afortunadamente, los volcanes de las islas son de una variedad basáltica; estos sacan un flujo delgado de lava en frecuentes intervalos pero nunca acumulan una gran presiónb interna como para provocar erupciones. A pesar de esto, solo el extremo de la Isla Oeste es considerado seguro para su habitación, puesto que está protegida por un escudo de las corridas de lava que recorren series de este a oeste. Monte Patria se inunda tan frecuentemente con lava fresca que su costa también humea, y algunos árboles escapan de las corridas de lava por suficiente tiempo como para crecer y alcanzar un tamaño considerable. Solo algunas áreas naturalmente protegidas se han apartado del impacto volcánico y de la lava el suficiente tiempo como para analizar su típico y rico suelo volcánico.
En contraste, algunos de los volcanes del continente, Chimborazo, son del tipo andesitico. Mientras muchos picos exhalan gases y ocasionalmente crean nubes de ceniza, han sido registradas siete erupciones explosivas en los 55 años de historia de la colonia.